# Историја Јевреја у Русији
Јевреји у Русији су историјски чинили велику религијску дијаспору; на огромним територијама Руске империје у једном тренутку је била највећа популација Јевреја у свету. Унутар ових територија, јеврејске заједнице из различитих области су цветале и развијале многе упечатљивије теолошке и културне традиције савременог јудаизма а истовремено су се суочавале са периодима антисемитских дискриминаторних политика и прогона. Највећа група међу руским Јеврејима су Јевреји Ашкенази, али заједница такође укључује значајан број других неашкенаских заједница из других јеврејских дијаспора, укључујући планинске Јевреје, сефардске Јевреје, Кримске Карајите, Кримчаке, Бухарске Јевреје и Грузијске Јевреје.
Присуство Јевреја у европском делу Русије може се пратити од 7. до 14. века. У 11. и 12. веку док је јеврејска популација у Кијеву, у данашњој Украјини, била ограничена на засебну четвртину, докази о присуству јеврејског народа у московској Русији се прво документују у хроникама из 1471. године. За време владавине Катарине Велике у 18. веку, јеврејски народ је био ограничен на унутар Русије, на територију где су могли да живе или имигрирају, док Александар III Александрович није ескалирао анти-јеврејску политику. Почевши од 1880-их, таласи анти-јеврејских погрома прешли су неколико различитих региона царства неколико деценија. Више од два милиона Јевреја побегло је из Русије између 1880. и 1920. године, углавном у Сједињене Државе и оно што је данас држава Израел.
Антијеврејска политика у Русији је одузела многа права која су Јевреји имали до касног 17. века у Русији. У то време јеврејски народ био је ограничен на подручје данашњег Белорусије, Литваније, источне Пољске и Украјине. Тамо где је западна Европа доживљавала еманципацију у то време, закони за јеврејски народ постајали су све строжи. Полако али сигурно, Јеврејима је било дозвољено да се крећу даље према истоку. Ово је била мала промена и није дошла до свих јеврејских народа, па чак ни до мале мањине. У овом ширем подручју, Јевреји су живели у заједницама, познатим као Штетл. Ове заједнице су биле веома сличне онима које би биле познате као гета у Другом светском рату, са скученим и неподобним животним условима.
Пре 1917. године у Русији је било 300.000 циониста, док је главна јеврејска социјалистичка организација, Бунд, имала 33.000 чланова. Само 958 Јевреја се придружило бољшевичкој партији пре 1917; хиљаде су се придружиле након револуције. У току хаотичних година Првог светског рата, Фебруарске и Октобарске револуција и Руског грађанског рата створени су социјални поремећаји који су довели до антисемитизма. Око 150.000 Јевреја убијено је у погромима 1918-1922, њих 125.000 у Украјини, 25.000 у Белорусији. Погроме су углавном починиле антикомунистичке снаге; понекад, јединице Црвене армије су такође учествовале у погромима. Након кратког периода конфузије, Совјети су почели са егзекуцијама појединаца па чак и распуштањем војних јединица који су нападали Јевреје. Иако су после тога још увек почињени погроми, углавном од стране украјинских јединица Црвене армије током повлачења из Пољске (1920), Јевреји су генерално сматрали да је Црвена армија једина сила која је била способна и спремна да их брани. Погроми Руског грађанског рата шокирали су светско јеврејство и окупили многе Јевреје у Црвеној армији и совјетском режиму, а такође су ојачали жељу за стварањем домовине за јеврејски народ.
У августу 1919. совјетска влада је ухапсила многе рабине, заузела јеврејску имовину, укључујући синагоге, и распустила многе јеврејске заједнице. Јеврејска секција Комунистичке партије означила је употребу хебрејског језика "реакционарно" и "елитистичко", а учење хебрејског је забрањено. Ционисти су били грубо прогоњени, а нападе су водили јеврејски комунисти.
Међутим, након грађанског рата, политика нове бољшевичке владе довела је до процвата секуларне јеврејске културе у Белорусији и западној Украјини 1920-их. Совјетска влада је забранила све изразе антисемитизма и покушала је да модернизује јеврејску заједницу успостављањем 1.100 јидиш- школе језика, 40 дневних новина на јидишу и насељавање Јевреја на фармама у Украјини и на Криму; број Јевреја који раде у индустрији више се него удвостручио између 1926. и 1931. године. Почетком 1930-их, Јевреји су били 1,8% совјетске популације, али 12-15% свих студената.
Године 1934, совјетска држава је основала Јеврејску аутономну област на руском Далеком истоку, али регион никада није имао већинско јеврејско становништво. Данас је то једина аутономна област у Русији а ван Израела једина јеврејска територија на свету са званичним статусом.
Поштовање суботе било је забрањено 1929. године, наговештавајући распад Јеврејске комунистичке партије 1930. године и још горе репресије. Бројни Јевреји били су жртве Стаљинових чистки као "контрареволуционари" и "реакционарни националисти", иако су у 1930-им Јевреји били недовољно заступљени у Гулаговој популацији . Удео Јевреја у совјетској владајућој елити опао је током 1930-их али је и даље био више него двоструко већи у односу на опште совјетско становништво. Према израелском историчару Бењамину Пинкусу, "Можемо рећи да су Јевреји у Совјетском Савезу преузели привилеговани положај, који су раније држали Немци у царској Русији".
Током 1930-их, многи Јевреји су били на високом положају у команди Црвене армије. Током Другог светског рата, процењено је да је 500.000 војника у Црвеној армији било јеврејско; око 200.000 је погинуло у борби. Око 160.000 је било похваљено, а више од стотину достигло је чин генерала Црвене армије. Преко 150 су проглашени херојима Совјетског Савеза, највишом наградом у земљи.
Верује се да је више од два милиона совјетских Јевреја умрло током холокауста у рату и на територијама окупираним нацистима.

## Рана историја
Јевреји су присутни у савременој Јерменији и Грузији још од вавилонског заточеништва. Записи постоје од 4. века који показују да су постојали јерменски градови који су имали јеврејско становништво у распону од 10.000 до 30.000, заједно са значајним јеврејским насељима на Криму . Присуство јеврејског народа на територијама које одговарају модерној Белорусији, Украјини и европском делу Русије може се пратити од 7. до 14. века. Под утицајем кавкаских јеврејских заједница, владајуће класе лоциране у садашњој Украјини, јужној Русији и Казахстану, можда су у неком тренутку усвојили јудаизам средином до краја 8. или почетком 9. века. Након освајања хазаријског краљевства од стране Свјатослава I из Кијева, хазарско јеврејско становништво је можда асимиловано или мигрирало делимично.

## Кијевска Русија
У 11. и 12. веку јеврејско становништво је било ограничено на посебну четврт у Кијеву, познату као Јеврејски град а капије које су водиле до четврти биле су познате као јеврејске капије. Кијевска заједница је била оријентисана на Византију (Романиоте), Вавилонију и Палестину у 10. и 11. веку, али изгледа да је све више отворена за Ашкенезе од 12. века. Међутим, мало је производа кијевске јеврејске интелектуалне активности .
Иако је североисточна Русија имала ниску јеврејску популацију, земље само на западу су имале брзо растуће јеврејско становништво, јер су таласи анти-јеврејских погрома и протеривања из земаља западне Европе обележили последње векове средњег века, значајан део јеврејских становништво се преселило у толерантније земље централне и источне Европе, као и на Блиски исток.
Прогнани масовно из Енглеске, Француске, Шпаније и већине других западноевропских земаља и прогоњени у Немачкој у 14. веку, многи западноевропски Јевреји су се одлучили на досељавање у Пољску на позив пољског владара Казимирада се населе на пољском тлу.
Након насељавања у Пољској (касније пољско-литванској) и Мађарској (касније Аустро-Угарској), становништво се проширило на слабо насељена подручја Украјине и Литваније, која су постала део руског царства које се шири. Године 1495, Александар Јагелонски је протерао јеврејске становнике из Великог Војводства Литваније, али је изменио своју одлуку 1503. године.
У штетлима насељеним готово искључиво Јеврејима, или у граду средње величине у којем су Јевреји чинили значајан део становништва, јеврејске заједнице су традиционално владале у складу са халахом и биле су ограничене привилегијама које су им дали локални владари. Ови Јевреји нису асимилирани у већа источноевропска друштва и идентификовани као етничка група са јединственим скупом религијских веровања и пракси.

## Руска Империја
Њихова ситуација се радикално променила, за време владавине Катарине Велике, када је Руско царство стекло власт над великим литванским и пољским територијама које су историјски укључивале велики проценат јеврејских становника, посебно током друге (1793) и треће (1795) окупације Пољске. Према правном систему Комонвелта, Јевреји су поднели економска ограничења која су такође настављена након руске окупације. Катарина је успоставила јеврејска насеља. Јеврејски народ је био ограничен на боравак у тим Палама (четврт за Јевреје) и од њих се тражило да добију посебну дозволу за имиграцију у друге делове Русије. У оквиру Пала, јеврејски становници добили су право гласа на општинским изборима, али је њихов глас био ограничен на трећину укупног броја бирача, иако је њихов број у многим областима био много већи, чак и већина. Ово је послужило да се обезбеди аура демократије а институционализује конфликт међу етничким групама на локалном нивоу.
Јеврејске заједнице у Русији су интерно управљане од стране локалних управних органа, названих Већа старешина, конституисаних у сваком граду или засеоку који има јеврејску популацију. Већа старешина су имала надлежност над Јеврејима у питањима унутрашњих спорова, као и фискалне трансакције које се односе на прикупљање и плаћање пореза (порез на имовину, порез на земљу, итд.). Касније је то право на прикупљање пореза било много злоупотребљено; 1844. године укинута је цивилна власт Већа старешина над јеврејском популацијом.
Под Александром Првим, стављени су декрети који захтевају да се припадник јеврејске заједнице која говори руски именује да делује као посредник између његове заједнице и царске владе за извршавање одређених грађанских дужности, као што су регистровање рођења, бракова и развод. Ова позиција је постала позната као крунски рабин, иако нису увек били рабини и често их нису поштовали припадници својих заједница, јер је њихова основна квалификација за рад била течна на руском језику и често нису имали никакво образовање или познавање јеврејског права.
Почетак 19. века био је обележен интензивним кретањем Јевреја у Новорусију, где су се брзо појавили градови, села и пољопривредне колоније.
Декретом од 26. августа 1827. године Јевреји су били обавезни да се регрутују за војну службу и дозволили су им војну обавезу када имају између дванаест и двадесет пет година. Сваке године јеврејска заједница је морала да регрутује 4 мушкараца на по хиљаду становника. Међутим, у пракси, јеврејска деца су често била регрутована у доби од осам или девет година. Са дванаест година, они ће бити смештени на шестогодишње војно образовање у кантонистичким школама. Затим су морали да служе у царској руској војсци након завршетка студија, често не видећи поново своје породице. Свим заједницама су наметнуте строге квоте и кахали су добили непријатан задатак да примене војну обавезу у јеврејским заједницама. Пошто су чланови трговачког савеза, пољопривредни колонисти, фабрички механичари, свештеници и сви Јевреји са средњим образовањем били ослобођени а богати су подмитили излаз из дечјег регрутовања, било је мање потенцијалних регрута; усвојена политика дубоко је заоштрила унутрашње јеврејске социјалне тензије. Настојећи заштитити друштвено-економски и верски интегритет јеврејског друштва, кахали су се потрудили да у нацрт листе укључе "не-корисне Јевреје", тако да су главе породица средње класе које плаћају порезе биле углавном ослобођене војне обавезе. Израђени су појединачни Јевреји, као и "херетици", сиромашни, одбачени и деца без родитеља. Они су искористили своју моћ да потисну протесте и застраше потенцијалне доушнике који су покушали да изложе арбитрарност кахала руској влади. У неким случајевима, комуналне старешине су убиле најопасније информаторе.
Правило зонирања је суспендовано током кримског рата, када је војна обавеза постала годишња. Током овог периода вође хаскала би ангажовали информаторе и отмичаре јер су многи потенцијални регрути радије бежали него што би се добровољно предали. У случају неиспуњених квота, млађи јеврејски дечаци од осам година, па чак и млађи, често су били узимани. Званична политика Русије била је да подстакне прелазак јеврејских кантониста у државну религију православног хришћанства а јеврејски дечаци су били присиљени на крштење. Како је кашрут храна била недоступна, били су суочени са неопходношћу напуштања јеврејских дијететских закона. Пољски католици били су подвргнути сличном притиску да се обрате и асимилирају зато што је Руско царство било непријатељско према католицизму и пољском национализму.

### Хаскале у Руском царству
Културна и уобичајена изолација Јевреја постепено је почела да се разједа. Све већи број јеврејског народа усвојио је руски језик и обичаје. Руско образовање се проширило међу јеврејском популацијом. Појавио се један број јеврејско-руских часописа.
Александар II је био познат као "царски ослободилац" за укидање кметства у Русији 1861. године. Под његовом управом јеврејски народ није могао да запосли хришћанске слуге, није могао да поседује земљу и био је ограничен за путовања.
Александар III је био чврст реакционар и антисемит ) који се строго придржавао старе доктрине православља, аутократије и националности. Његова ескалација анти-јеврејске политике настојала је да запали "популарни антисемитизам", који је приказивао Јевреје као "убице Христа" и угњетаче словенских, хришћанских жртава.
Велики талас анти-јеврејских погрома захватио је Украјину 1881. године, након што су Јевреји оптужени за убиство Александра II.1881. године било је погрома у 166 украјинских градова, хиљаде јеврејских домова је уништено, многе породице су се свеле на екстремне нивое сиромаштва, велики број мушкараца, жена и деце је повређено, а неки су и убијени. Догађаји на југу још једном су подсетили пажњу владе на јеврејско питање. У Министарству унутрашњих послова сазвана је конференција, а 15. маја 1882. године уведени су такозвани Привремени прописи који су остали на снази више од тридесет година и постали познати као Мајски закони.
Репресивно законодавство је више пута ревидирано. Многи историчари су приметили сагласност ових државних антисемитских политика са таласима погрома који су се наставили све до 1884. године, уз барем прећутно знање владе, а у неким случајевима полицајци су виђени и подстицали или се прикључивали руљи.
Године 1887, квоте састављене на број Јевреја у средњошколском и високом образовању су биле на 10% унутар Пала, 5% изван Пала, осим Москве и Санкт Петербурга, држане на 3%, иако је јеврејска популација била већина или мноштво у многим заједницама. Било је могуће избећи ова ограничења у погледу средњег образовања комбиновањем приватне наставе са испитом као "ванредни ученик". Сходно томе, унутар Пала такви изван ученици били су готово потпуно млади људи. Ограничења која се односе на образовање, традиционално високо цењена у јеврејским заједницама, резултирала су амбицијом да се истакне над вршњацима и повећала се стопа емиграције. Влада је ограничавала Јевреје да улазе у професију закона, ограничавајући број Јевреја који су примљени у адвокатску комору.
Године 1886, спроведен је едикт о протеривању историјског јеврејског становништва у Кијев. Већина Јевреја је протерана из Москве 1891. године а новоизграђену синагогу затвориле су градске власти на челу с царским братом. Цар Александар III је одбио да ограничи репресивне праксе и наводно је навео: "Али никада не смемо заборавити да су Јевреји разапели нашег Учитеља и пролили његову драгоцену крв."
Године 1892, нове мере забраниле су учешће Јевреја на локалним изборима упркос великом броју у многим градовима на Палама. Градски прописи забранили су Јеврејима право да бирају или буду бирани у граду Думас. Само малом броју Јевреја било је дозвољено да буду чланови градске думе, путем именовања од стране посебних комисија.
Током касног 19. и почетка 20. века, Руско царство је имало не само највећу јеврејску популацију на свету, већ и већину светских Јевреја који живе унутар њених граница. Године 1897, према руском попису из 1897. године, укупна јеврејска популација Русије је била 5.189.401 особа оба пола (4,13% од укупног становништва). Од тог броја, 93,9% је живело у 25 провинција Пале насеља. Укупна популација у Пала насељима износила је 42.338.367 - од тога, 4.805.354 (11,5%) су били Јевреји.
Око 450.000 јеврејских војника је служило у руској војсци током Првог светског рата и борило се раме уз раме са својим словенским колегама. Када су стотине хиљада избеглица из Пољске и Литваније, међу којима је било и безброј Јевреја, побегло у терору пре непријатељске инвазије, Пале насеље је де факто престало да постоји. Већина ограничења образовања Јевреја уклоњена је именовањем грофа Павла Игнатјева за министра образовања.

### Миграције
| Дестинација                   | Број      |
| ----------------------------- | --------- |
| Аустралија                    | 5,000     |
| Канада                        | 70,000    |
| Европа                        | 240,000   |
| Палестина (modern day Israel) | 45,000    |
| Јужна Африка                  | 45,000    |
| Јужна Америка                 | 111,000   |
| САД                           | 1,749,000 |

Иако су прогони били подстицај за масовно исељавање, постојали су и други релевантни фактори који могу објаснити миграцију Јевреја. Након првих година велике емиграције из Русије, позитивне повратне информације од емиграната у САД охрабриле су даљу емиграцију. Заиста, више од два милиона Јевреја побегло је из Русије између 1880. и 1920. године. Док је велика већина емигрирала у Сједињене Државе, неки су се окренули ционизму.
Царска влада је спорадично подстицала јеврејску емиграцију. Године 1890. одобрила је оснивање "Друштва за подршку јеврејских пољопривредника и занатлија у Сирији и Палестини " посвећеном практичним аспектима у успостављању пољопривредних јеврејских насеља у Палестини.

### Јевреји у Думи
Укупно, било је најмање дванаест јеврејских посланика у првој Думи (1906–1907), а онда је број спао на три или четири у Другој думи (фебруар 1907. до јуна 1907), два у Трећој думи (1907–1912) и поново три у четвртом, изабраном 1912. године.

### Јевреји у револуционарном покрету
Многи Јевреји су били истакнути у руским револуционарним странкама. Идеја о рушењу царског режима била је привлачна многим припадницима јеврејске интелигенције због угњетавања не-руских народа и не-православних хришћана у оквиру руског царства. Из много истог разлога, многи не-Руси, посебно Летонци или Пољаци, били су несразмерно заступљени у партијским руководствима.
Године 1897, формиран је Општи јеврејски раднички савез (Бунд). Многи Јевреји су се придружили двема главним револуционарним странкама: Социјалистичко-револуционарној партији и Руској социјалдемократској радничкој партији - и бољшевичкој и мењшевичкој фракцији. Значајан број чланова бољшевичке партије били су етнички јеврејски, посебно у руководству партије а проценат припадника јеврејске партије међу ривалским мењшевицима био је још већи. И оснивачи и вође мењшевичке фракције, Јулијус Мартов и Павел Акелрод, били су Јевреји.
Зато што су неки од водећих бољшевика били етнички Јевреји, а бољшевизам подржава политику промовисања међународне пролетерске револуције - нарочито у случају Лава Троцког - многи непријатељи бољшевизма, као и савремени антисемити, цртају слику комунизма као политичког залеђа код Јевреја и оптужују Јевреје да теже бољшевизму у корист јеврејских интереса, што се одражава у терминима јеврејског бољшевизма или јудео-бољшевизма. Бољшевици, као што је Троцки, поновили су осећања која одбацују јеврејско наслеђе уместо "интернационализма".
Убрзо након заузимања власти, бољшевици су основали Јевсектију, јеврејску секцију Комунистичке партије како би уништили супарничке бунде и ционистичке партије, потиснули јудаизам и заменили традиционалну јеврејску културу са "пролетерском културом".
Лењин је одржао говор "О анти-јеврејским погромима" који се могао наћи на грамофонском диску . Лењин је настојао да објасни феномен антисемитизма у марксистичким терминима. Према Лењину, антисемитизам је био "покушај да се мржња радника и сељака одврати од експлоататора према Јеврејима". Повезујући антисемитизам са класном борбом, он је тврдио да је то била само политичка техника коју је цар користио за искоришћавање религиозног фанатизма, популаризацију деспотског, непопуларног режима и преусмеравање гњева према жртвеном јарцу. Совјетски Савез је такође званично одржао ову марксистичко-лењинистичку интерпретацију под Стаљином, који је изложио Лењинову критику антисемитизма. Међутим, то није спречило широко објављене репресије јеврејских интелектуалаца током 1948–1953, када је Стаљин све више повезивао Јевреје са "космополитизмом" и проамериканизмом.
Јевреји су били истакнути у руској Уставотворно-демократској странци, Руској социјалдемократској партији и Социјалистичкој револуционарној партији. У руски анархистички покрет укључени су и многи истакнути јеврејски револуционари. У Украјини су македонски анархистички лидери укључивали и неколико Јевреја.
Покушаји социјалистичког Бунда да буде једини представник јеврејског радника у Русији увек су се сукобљавали са Лењиновом идејом о универзалној коалицији радника свих националности. Као и неке друге социјалистичке партије у Русији, Бунд је првобитно био против заузимања власти од стране бољшевика 1917. године и до распада Руске уставотворне скупштине. Због тога је Бунд претрпео репресију у првим месецима совјетског режима. Међутим, антисемитизам многих припадника Белог покрета за време Руског грађанског рата узроковао је да се многи, ако не и већина чланова Бунда, спремно прикључе бољшевицима а већина фракција је на крају повезани са Комунистичком партијом. Покрет се поделио на три; идентитет Бундиста преживео је у међуратној Пољској, док су се многи Бундисти придружили мењшевицима.

### Погроми и заплена јеврејских имовина и институција
У августу 1919. године јеврејска имовина, укључујући синагоге, је заплењена и многе јеврејске заједнице су распуштене. Противрелигиозни закони против свих израза религије и религијског образовања били су наметнути не само јеврејској популацији, као и другим верским групама. Многи рабини и други верски службеници били су приморани да поднесу оставке на своја радна места под претњом насилног прогона. Овај тип прогона се наставио и у 1920-им.
Године 1921, велики број Јевреја одлучио се за селидбу у Пољску, јер су мировним споразумом у Риги имали право да изаберу земљу коју преферирају. Неколико стотина хиљада придружило се већ бројном јеврејском становништву Пољске.
Хаотичне године Првог светског рата, фебруарске и октобарске револуције и грађански рат биле су плодно тло за антисемитизам који је био ендемичан за царску Русију. Током Другог светског рата, Јевреји су често били оптуживани за симпатије према Немачкој и често су их прогонили.
Погроми су били чести током читавог Руског грађанског рата, којим су распустили практично све конкурентске фракције, од пољских и украјинских националиста до Црвених и Белих армија. 31.071 цивилних Јевреја је убијено током документованих погрома широм бивше Руске империје; број јеврејских сирочади премашио је 300.000. Већину погрома у Украјини током 1918–1920 починили су украјински националисти, разне антикомунистичке снаге.

## Совјетски Савез

### Пре Другог светског рата
Настављајући политику бољшевика пре револуције, Лењин и бољшевичка партија оштро су осудили погроме, укључујући и званичне осуде 1918. од стране Савета народних комесара. Противљење погромима и манифестацијама руског антисемитизма у овој ери било је компликовано и званичном бољшевичком политиком асимилације према свим националним и верским мањинама, и забринутост због претераног наглашавања јеврејских брига због страха од погоршања популарног антисемитизма, као што су Беле снаге отворено препознавале Бољшевички режим са Јеврејима.
Лењин је снимио осам својих говора на грамофонским плочама 1919. године. Само седам од њих је касније поново снимљено и стављено на продају. Онај снимак који је био забрањен у време Хрушчова забележио је Лењинова осећања о антисемитизму:
Царска полиција је у савезу са земљопоседницима и капиталистима организовала погроме против Јевреја. Власници земљишта и капиталисти покушали су да преусмере мржњу према радницима и сељацима који су мучени жељом против Јевреја…. Само најнепријатнији и потлачени људи могу да верују у лажи и клевете које се шире о Јеврејима…. Нису Јевреји непријатељи радног народа. Непријатељи радника су капиталисти свих земаља. Међу Јеврејима постоје радни људи и они чине већину. Они су наша браћа, која су, попут нас, угњетавана капиталом; они су наши другови у борби за социјализам. Међу Јеврејима има кулака, експлоататора и капиталиста, баш као што постоје и међу Русима, и међу народима свих народа … Богати Јевреји, као богати Руси, и богати у свим земљама, су у савезу да угњетавају, сломе, опљачкају и разједињују раднике … Срамота проклетог империјализма, који је мучио и прогонио Јевреје. Срамота онима који подстичу мржњу према Јеврејима, који подстичу мржњу према другим народима.
Лењина је подржао покрет јеврејских социјалиста и комуниста, под вођством марксистичког теоретичара Бер Борочова, који се борио за стварање јеврејске радничке државе у Палестини и учествовао у октобарској револуцији (и у совјетској политичкој политици). Док се Лењин и даље противио спољашњим облицима антисемитизма (и свих облика расизма), дозвољавајући јеврејском народу да се попне на највише положаје у партијама и државама, одређени историчари као што је Дмитри Волкогонов тврде да је записник његове владе у том погледу веома неуједначен. Волкогонов пише да "док је генерално осуђивао антисемитизам, Лењин није био у стању да анализира, а камоли искорени, њену распрострањеност у совјетском друштву". Исто тако, непријатељство совјетског режима према свакој религији није представљало никакав изузетак за јудаизам и то показује кампања против религије из 1921. године где је било затварање многих синагога (да ли то треба сматрати антисемитизмом ствар дефиниције - будући да су православне цркве добиле исти третман) ). У сваком случају, још увек је постојао приличан степен толеранције према јеврејској верској пракси у двадесетим годинама 20. века: у белоруској престоници Минск, на пример, од 657 синагога које су постојале 1917. године, 547 је још увек функционисало 1930. године.
Према јеврејском историчару Звију Гителману: "Никада раније у руској историји - и никада касније, влада није покушала да искоријени антисемитизам."
За разлику од ситуације након почетка присилне колективизације и вратоломне индустријализације крајем двадесетих година, Нова економска политика 1921-1928. такође је пружила економске могућности совјетским јеврејским трговцима и занатлијама. Пошто је већина не-јеврејских капиталиста побегла током грађанског рата, Јевреји су играли несразмерну улогу међу становницима који су чинили приватни сектор 1920-их. Од тридесетих година 20. века, совјетски закони нису нудили готово никакву економску независност занатлијама а ни трговцима. За многе јеврејске занатлије и трговце, совјетска политика је довела до губитка њихове имовине и трговине.
Према попису из 1926. године, укупан број Јевреја у Совјетском Савезу био је 2.672.398 - од којих је 59% живело у Украјинској ССР, 15.2% у Белоруској ССР, 22% у Руској СФСР и 3,8% у другим совјетским републикама.
Руски Јевреји су дуго сматрани за нематичну семитску етничку групу међу словенским Русима а таква категоризација је учвршћена када су етничке мањине у Совјетском Савезу категорисане према националној припадности. У свом теоријском раду из 1913. године o марксизму и националном питању, Стаљин је описао Јевреје као "не живу и активну нацију, већ нешто мистично, неопипљиво и натприродно. Јер, понављам, каква је нација, на пример, јеврејска нација која се састоји од грузијских, дагестанских, руских, америчких и других Јевреја, чији чланови не разумеју једни друге (будући да говоре различите језике), настањују различите делове света, никада се неће видети, и никада неће деловати заједно, било у у време мира или у време рата?! " Према Стаљину, који је постао народни комесар за послове националности након револуције, да би се квалификовали као нација, мањина је морала да има културу, језик, и домовину.
Јидиш, а не хебрејски, био би национални језик, а пролетерска социјалистичка књижевност и уметност заменили би јудаизам као суштину културе. Употреба јеврејског језика била је снажно подстицана 1920-их у подручјима Совјетског Савеза са значајним бројем јеврејске популације, посебно у украјинским и белоруским Совјетским социјалистичким републикама. Јидиш је био један од четири службена језика Белоруског ССР-а, поред белоруског, руског и пољског. Равноправност службених језика је узета озбиљно. Посетилац који је стигао на главну железничку станицу белоруске престонице Минск видео је име града написано на сва четири језика изнад улаза у главну станицу. Јидиш је био језик новина, часописа, издавања књига, позоришта, радија, филма, поште, службене кореспонденције, изборних материјала, па чак и Централног јеврејског суда.
Минск је имао јавни, школски систем који је подржао државни језик, а који се протезао од дечјег вртића до одељка за језике на белоруском државном универзитету. Иако су јеврејски студенти склони да прелазе на студирање на руском језику док су прелазили на средњошколско и високо образовање, 55,3% градских јеврејских ученика основних школа похађало је школе за јидиш језике 1927. На свом врхунцу, совјетски школски систем на јидишком језику имао је 160.000 ученика. Такав је био престиж јеврејских стипендија у Минску где су се студенти у Варшави и Берлину пријављивали за факултетске позиције на универзитету. Све ово доводи до тога да историчарка Елиса Бемпорад закључила да је овај "веома обични јеврејски град" двадесетих година 20. века био "један од светских престоница јеврејског језика и културе".
Јевреји су такође одиграли велику улогу у белоруској политици и совјетској политици уопште око 1920. посебно кроз огранак Јидиш-језика Бољшевичке партије. Пошто је до 1917. године било мало јеврејских бољшевика, лидери града Јевсекстије у двадесетим годинама били су углавном бивши бундисти, који су као бољшевици водили кампању за секуларно јеврејско образовање и културу. Иако је, на пример, само мало више од 40% становништва Минска у то време било јеврејско, 19 од 25 секретара Комунистичке партије били су Јевреји 1924. године. Јеврејска доминација у партијским ћелијама била је таква да је неколико састанака одржано на јидишу. У ствари, јидиш се говорио на градским партијским састанцима у Минску крајем тридесетих година.
Да би се надокнадиле све веће јеврејске националне и верске тежње ционизма и да би се совјетски Јевреји успешно категоризовали под Стаљиновом дефиницијом националности, 1928. године успостављена је алтернатива земља Израел. Јеврејска аутономна област са центром у Биробиџан на руском Далеком истоку требало је да постане "совјетски Зион". Упркос масовној домаћој и међународној државној пропагандној кампањи, јеврејска популација у Јеврејској аутономној области никада није достигла 30% (2003. била је само око 1,2% ). Експеримент се зауставио средином тридесетих година, током Стаљинове прве кампање чистки.
У ствари, Јеврејска партија бољшевичке партије распуштена је 1930. године, као део укупног окретања режима од охрабривања мањинских језика и култура и русификације. Многе јеврејски вође, посебно они са бундистичким пореклом, ухапшени су и убијени у чисткама касније 1930-их, а школе јидиш језика су затворене. Белоруска ССР је 1938. године затворила своју целу мрежу школа на јидиш-језику.
У свом писму "Антисемитизам", као одговор на истрагу Јеврејске новинске агенције у Сједињеним Државама", објављеном 12. јануара 1931. године (објављено у листу Правда 1936. године), Стаљин је званично осудио антисемитизам:
У одговору на ваш упит: Национални и расни шовинизам је остатак мизантропских обичаја карактеристичних за период канибализма. Антисемитизам је, као екстремни облик расног шовинизма, најопаснији остатак канибализма.
Антисемитизам је створен за експлоататоре који као громобран одбијају ударце који задају радни људи у капитализму. Антисемитизам је опасан за радне људе као лажни пут који их води са правог пута и води их у џунглу. Стога комунисти, као доследни интернационалисти, не могу него бити непомирљиви већ заклети непријатељи антисемитизма.

У СССР-у антисемитизам је кажњив са крајњом строгошћу закона као феномен који је дубоко непријатељски расположен према совјетском систему. Према совјетском закону, активни антисемити подлежу смртној казни. 
Споразум Рибентроп—Молотов - пакт о ненападању из 1939. са нацистичком Немачком - створио је даљу сумњу у односу на положај Совјетског Савеза према Јеврејима. Према пакту, Пољска, нација са највећим јеврејским становништвом на свету, подељена је између Немачке и Совјетског Савеза у септембру 1939. године. Док пакт није имао никакву основу у идеолошкој симпатији (што доказује нацистичка пропаганда о "јеврејском бољшевизму"), Немачка окупација западне Пољске била је катастрофа за источноевропске Јевреје. Докази сугеришу да су барем неки Јевреји у источној совјетској окупационој зони поздравили Русију да имају више ослобођену политику према својим грађанским правима од претходног пољског антисемитског режима . Јевреји у областима које је припојио Совјетски Савез депортовани су на исток у великим таласима, јер би ове области ускоро биле нападнуте од стране нацистичке Немачке, ова присилна миграција, коју су многе жртве осудиле, парадоксално је спасила животе неколико стотина хиљада Јевреја.
Многи Јевреји су постали жртве Велике чистке, а постоје докази да су Јевреји били посебно мета Стаљина, који је читав живот гајио антисемитска осећања како се на крају испоставило. Неколико најистакнутијих жртава Чистке били су Јевреји, а 1939. Стаљин је дао експлицитну наредбу да се очисти Министарство иностраних послова од Јевреја у очекивању приближавања са Нацистичком Немачком.
Осим дугогодишњих контроверзи, од Споразума Рибентроп—Молотов, Совјетски Савез је одобрио званичну "једнакост свих грађана без обзира на статус, пол, расу, религију и националност". Године пре холокауста биле су ера брзих промена за совјетске Јевреје, остављајући за собом страшно сиромаштво Пале насеља. Четрдесет процената становништва у бившој Пали отишло је у велике градове у оквиру Совјетског Савеза.
Нагласак на образовању и кретању од села до села у новоиндустријализоване градове омогућио је многим совјетским Јеврејима да уживају свеукупни напредак под Стаљином и да постану једна од најобразованијих група становништва у свету.
Због стаљинистичког наглашавања његове урбане популације, међуратна миграција је нехотице спасила небројене совјетске Јевреје; Нацистичка Немачка је продрла у читаву бившу јеврејску Палу - али су били удаљени километре од Лењинграда и Москве. Миграција многих Јевреја даље источније од јеврејске Пале, која ће постати окупирана од стране нацистичке Немачке, спасила је најмање 40% првобитног јеврејског становништва Пала.
До 1941. године процењено је да је Совјетски Савез био дом за 4,855 милиона Јевреја, око 30% свих Јевреја широм света. Међутим, већина њих су били становници сеоске западне Белорусије и Украјине - становништво које је тешко страдало због немачке окупације и холокауста. Само око 800.000 Јевреја је живело изван окупиране територије, а 1.200.000 до 1.400.000 Јевреја је на крају евакуисано на исток. Сматра се да је од три милиона преосталих на окупираним подручјима велика већина страдала у немачким логорима за истребљење.

### Други светски рат и Холокауст
Верује се да је више од два милиона совјетских Јевреја умрло за време Холокауста, мало мање од пољских Јевреја који су постали жртве Хитлера. Међу већим масакрима 1941. године било је: 33.771 Јевреја из Кијева који су пуцали у јарке у Баби Јару; 100.000 Јевреја и Пољака из Виљнуса убијено је у шумама Понарија, 20.000 Јевреја убијено у Харкову у Дробничком Јару, 36.000 Јевреја стројно убијено у Одеси, 25.000 Јевреја Риге убијених у шуми у Румбули и 10.000 Јевреја закланих у Симферополу на Криму. Јевреји су све више отпремани у концентрационе логоре у нацистичкој Пољској.
Локални становници подручја окупирани Немачком, посебно Украјинци, Литванци и Летонци, понекад су играли кључне улоге у геноциду других Летонаца, Литванаца, Украјинаца, Славена, Цигана, хомосексуалаца и Јевреја. Под нацистичком окупацијом, неки чланови украјинске и летонске нацистичке полиције извршили су депортације у Варшавском гету, а Литванци су испраћали Јевреје до њихове смрти на Понарију. Чак и када су неки помагали Немцима, значајан број појединаца на територијама под немачком контролом такође је помогао Јеврејима да побегну од смрти. У Летонији, посебно број нацистичких сарадника био је тек нешто више од броја јеврејских спасилаца. Процењује се да се до 1,4 милиона Јевреја борило у савезничким војскама; 40% њих у Црвеној армији . Свеукупно, најмање 142.500 совјетских војника јеврејске националности изгубило је живот борећи се против немачких освајача и њихових савезника.
Неки антисемити покушали су да оптужују Јевреје о недостатку патриотизма и скривању од војне службе. Типична совјетска политика везана за холокауст била је да се она представи као злочинац против совјетских грађана, не наглашавајући геноцид над Јеврејима. На пример, након ослобађања Кијева од нацистичке окупације, ванредна државна комисија била је постављена да проучава злочине нацистичке Немачке. Опис масакра у Баби Јару званично је цензурисан на следећи начин:
| Нацрт извештаја (децембар 1943) | Цензурисана верзија (фебруар 1944) |
| --- | --- |
| "Хитлерови бандити починили су брутално масовно истребљење јеврејске популације. Они су објавили да су 29. септембра 1941. да сви Јевреји морају да дођу до угла улица Мелников и Доктерев и донесу своја документа, новац и драгоцености. Пратили су их до места Баби Јар, узели њихове драгоцености, а онда их упуцали. " | "Хитлерови бандити су хиљаде совјетских држављана довели до угла улица Мелников и Доктерев. Одвели су их у Баби Јар, однели њихове драгоцености, а онда их убили."." |

### Стаљинов антисемитизам
Оживљавање јеврејског идентитета након рата, стимулисано стварањем државе Израел 1948. године, Стаљин је опрезно поздравио као средство притиска на западни империјализам на Блиском истоку, али када је постало очигледно да су многи совјетски Јевреји очекивали оживљавање ционизма у циљу побољшања сопствених тежњи за одвојеним културним и религијским развојем у Совјетском Савезу, покренут је талас репресије.
У јануару 1948. Соломон Михоелс, популарни глумац-директор Московског државног јеврејског позоришта и председник Јеврејског антифашистичког одбора, убијен је у сумњивој саобраћајној несрећи. Масовна хапшења истакнутих јеврејских интелектуалаца и потискивање јеврејске културе уследила су под заставама кампање против "космополитанизам без корена" и антиционизма. 12. августа 1952. године, на манифестацији под називом Ноћ убијених песника, тринаест најистакнутијих јеврејских писаца, песника, глумаца и других интелектуалаца убијено је по налогу Стаљина. На седници Скупштине УН-а 1955. високи совјетски званичник је негирао "гласине" о њиховом нестанку.
Кампања против Јевреја 1953. била је намерна антисемитска политика: Стаљин је циљао "корумпиране јеврејске буржоаске националисте", избегавајући уобичајене кодне речи као што су "космополити без корена" или "космополити". Стаљин је умро, међутим, пре него што је следећи талас хапшења и погубљења могао бити озбиљно покренут, један број историчара тврди да је намера кампање била замишљена као могућност масовне депортације совјетских Јевреја да Стаљин није умро 5. марта 1953. године.
Ови случајеви су можда одражавали Стаљинову параноју а не државну идеологију - разлику која није имала практичну разлику све док је Стаљин био жив, али који је постао видљив на његовој смрти.
У априлу 1956. године, јеврејски лист из Варшавског јеврејског језика објавио је сензационалне дуге листе совјетских Јевреја који су страдали пре и после холокауста. Светска штампа је почела да тражи одговоре од совјетских лидера, као и да пита о тренутном стању јеврејског образовног система и културе. Исте јесени, група водећих јеврејских свјетских личности јавно је затражила од шефова совјетске државе да разјасне ситуацију. Пошто није примљен кохезиван одговор, њихова забринутост је само појачана. Судбина совјетских Јевреја појавила се као главно питање људских права на Западу.

### Совјетски Савез и ционизам
Марксистички анти-национализам и антиклерикализам имали су мешовити ефекат на совјетске Јевреје. Јевреји су били непосредни доброчинитељи, али и дугорочне жртве марксистичке идеје да је свако испољавање национализма "друштвено ретрогресивно". С једне стране, Јевреји су били ослобођени религијског прогона царских година. С друге стране, овај појам је претио јеврејским културним институцијама, Бунду, јеврејској аутономији, јудаизму и ционизму.
Политички ционизам је званично проглашен за целу историју Совјетског Савеза као облик буржоаског национализма. Иако лењинизам наглашава "самоопредељење", то није учинило државу да прихвати ционизам. Лењинизам дефинише самоопредељење територијом или културом, али не и религијом, што је омогућило совјетским мањинама да имају одвојене области, аутономне регије или републике, које су свеједно биле симболичне до каснијих година. Јевреји, међутим, нису одговарали таквом теоретском моделу; Јевреји у дијаспори нису имали ни пољопривредну базу, као што је Стаљин често тврдио када је покушавао да пориче постојање јеврејске нације а свакако ни територијалне јединице. Марксове представе су чак порицале јеврејски идентитет изван религије; Маркс је дефинисао Јевреје као "химеричну нацију".
Лењин, тврдећи да је дубоко посвећен егалитарним идеалима и универзалности читавог човечанства, одбацио је ционизам као реакционарни покрет, "буржоаски национализам", "социјално ретрогресиван" и назадну силу која депривира класне поделе међу Јеврејима. Штавише, ционизам је укључивао као контакт између совјетских грађана и западњака, што је било опасно у затвореном друштву. Совјетска власт се такође плашила било каквог масовног покрета независног о монополистичкој Комунистичкој партији а не везаног за државу или идеологију марксизма-лењинизма.
Без промене званичног антиционистичког става, од краја 1944. до 1948. Стаљин је усвојио де факто про-ционистичку спољну политику, очигледно верујући да ће нова земља бити социјалистичка и да ће убрзати пад британског утицаја на Блиском истоку.
У говору 14. маја 1947. године током расправе о УН-овом плану поделе, објављеном два дана касније, совјетски амбасадор Андреј Громико је најавио:
Као што знамо, тежње значајног дела јеврејског народа су повезане са проблемом Палестине и њене будуће администрације. Ова чињеница једва тражи доказ … Током последњег рата, Јевреји су претрпели изузетну тугу и патњу … Уједињене нације не могу и не смеју сматрати ову ситуацију равнодушном, јер би то било неспојиво са високим принципима проглашеним у њеној Повељи … Чињеница да ниједна држава Западне Европе није била у стању да осигура одбрану елементарних права јеврејског народа и да је заштити од насиља фашистичких џелата објашњава тежње Јевреја да оснују своју државу. Било би неправедно не узети ово у обзир и негирати право јеврејског народа да остваре ову тежњу.
Совјетска сагласност у Савету безбедности Уједињених нација била је од кључног значаја за поделу УН-а на британски мандат у Палестини, што је довело до оснивања државе Израел. Три дана након што је Израел прогласио независност, Совјетски Савез ју је легално признао. Поред тога, СССР је дозволила Чехословачкој да настави са снабдевањем оружја јеврејских снагама током арапско-израелског рата 1948. године, иако се овај сукоб догодио након совјетског државног удара из 1948. године.
Крајем 1957. СССР је заменио стране у арапско-израелском сукобу и током хладног рата је недвосмислено подржао разне арапске режиме против Израела. Званични став Совјетског Савеза и његових сателитских држава и агенција био је да је ционизам био алат који су Јевреји и Американци користили за "расистички империјализам".
Како се Израел појављивао као блиски западни савезник, дух ционизма изазвао је страхове од унутрашњег неслагања и противљења. У каснијим деловима Хладног рата, совјетски Јевреји су били осумњичени за могуће издајнике, симпатизере Запада или безбедносне обавезе. Комунистичко руководство је затворило разне јеврејске организације и ционизам прогласило идеолошким непријатељем. Синагоге су се често стављале под полицијски надзор, како отворено, тако и путем информатора.
Као резултат прогона, и државног и незваничног, антисемитизам је био укорењен у друштву и остао је годинама: обични совјетски Јевреји често су трпели потешкоће, који су се често појављивали тако што им често није било дозвољено да се упишу на универзитете, да раде у одређеним професијама или учествују у влади. Међутим, треба напоменути да то није увек био случај и ова врста прогона је варирала у зависности од региона. Ипак, многи Јевреји су се осећали примораним да сакрију свој идентитет мењајући имена.
Реч "Јеврејин" такође је избегнут у медијима када је критиковала обавезе Израела, које су Совјети често оптуживали за расизам, шовинизам итд. Уместо Јевреја, реч Израелац је коришћена готово искључиво, како би се осветила његова оштра критика не као антисемитизам али као анти-ционизам. Контроверзније, совјетски медији, када су приказивали политичке догађаје, понекад су користили термин фашизам да би окарактерисали израелски национализам.

### 1967–1985.
Масовна емиграција била је политички непожељна за совјетски режим. Како се све већи број совјетских Јевреја пријављивао да мигрира у Израел у периоду након Шестодневног рата 1967. године, многи су званично одбијени да оду. Типичан изговор одељења задуженог за издавање излазних виза, је да се особама којима је у једном тренутку у каријери био омогућен приступ информацијама од виталног значаја за совјетску националну безбедност не може дозволити да напусте земље.
Од 1960. до 1970. године само је 4000 људи напустило СССР; у наредној деценији број је порастао на 250.000.
Године 1972, СССР је наметнуо такозвани "порез на дипломе" за потенцијалне емигранте који су добили високо образовање у Совјетском Савезу. У неким случајевима, накнада је износила двадесет годишњих плата. Ова мера је вероватно била усмерена на борбу против одлива мозгова узрокованог растућом емиграцијом совјетских Јевреја и других припадника Совјетског Савеза на Запад. Иако Јевреји сада чине мање од 1% становништва, нека истраживања сугеришу да је око једне трећине емигрирајућих Јевреја постигла неки облик високог образовања. Штавише, Јевреји који заузимају положаје који захтевају специјализовану обуку били су сконцентрисани око медицине, математике, биологије и музике. Након међународних протеста, Кремљ је убрзо укинуо порез, али је и даље спорадично наметао различита ограничења.
Испрва су готово сви они који су успели добити излазне визе у Израел заиста отишли, али након средине 1970-их, већина оних који су имали дозволу за одлазак у Израел заправо су изабрали друге дестинације, посебно Сједињене Државе.
Године 1989, рекордних 71.000 совјетских Јевреја добио је егзодус из Совјетског Савеза, од којих је само 12.117 имигрирало у Израел. У почетку, америчка политика је третирала совјетске Јевреје као избеглице и дозвољавала неограниченом броју да емигрирају, али је та политика на крају дошла крају. Као резултат, више Јевреја почело је да се сели у Израел, јер је то била једина земља која је била вољна да их безусловно узме.
Осамдесетих година, либерална влада Горбачова дозволила је неограничену јеврејску емиграцију, а сам Совјетски Савез се распао 1991. године. Као резултат тога, дошло је до масовне емиграције Јевреја из бившег Совјетског Савеза. Од 1970. године, више од 1,1 милиона Руса јеврејског порекла имигрирало у Израел, од којих је 100.000 емигрирало у треће земље света, као што су Сједињене Државе и Канада. Од усвајања амандмана Џексона и Ваника, преко 600.000 совјетских Јевреја је емигрирало.

## Садашњица
Данас је јудаизам званично проглашен једном од четири државне религије у Русији, поред православног хришћанства, ислама и будизма. Јевреји чине око 0,16% укупног становништва Русије, према попису из 2002. године. Већина руских Јевреја су секуларни и идентификују се као Јевреји преко етничке националности, а не религије, мада интересовање за јеврејски идентитет као и пракса јеврејске традиције међу руским Јеврејима расте. Јеврејски покрет Хабад је био активан у овом сектору, оснивајући синагоге и јеврејске вртиће у руским градовима са јеврејским становништвом. Поред тога, већина руских Јевреја има рођаке који живе у Израелу.
На територији бившег Совјетског Савеза постоји неколико главних јеврејских организација. Централна јеврејска организација је Федерација јеврејских заједница ЦИС-а под вођством главног рабина Берла Лазара.
Антисемитизам је један од најчешћих израза ксенофобије у пост-совјетској Русији, чак и међу неким групама политичара. Упркос одредбама против подстицања мржње на основу етничких или верских основа (члан 282 Кривичног закона Руске Федерације), 2002. године, број антисемитских неонацистичких група у републикама бившег Совјетског Савеза, навео је лист Правду да објави текст 2002. године да "антисемитизам цвета у Русији". У јануару 2005. године група од 15 чланова Думе затражила је забрану јудаизма и јеврејских организација из Русије. Године 2005. 500 истакнутих Руса, укључујући и 20-ак припадника националистичке странке Родина, затражило је да државни тужилац истражи древне јеврејске текстове и прогласи их као "анти-руске" и забрани јудаизам. Заправо је покренута истрага, али је прекинута након међународног протеста.
Све у свему, последњих година, посебно од почетка 2000-их, нивои антисемитизма у Русији били су ниски и стално су опадали. Влада Путина заузима став против антисемитизма, иако су неки политички покрети и групе у Русији антисемитистички.
У Русији се често објављују и историјски и савремени антисемитски материјали. На пример, недавно је објављен сет (под називом Библиотека руског патриота) који се састоји од двадесет пет антисемитских наслова, укључујући и Мајн Кампф преведен на руски (2002), који је, иако је био забрањен 2010. године, Мит о холокаусту Јургена Графа, наслов Дагласа Рида Протоколи Сионских старешина и други.
Антисемитски инциденти су углавном вођени екстремистичким, националистичким и исламистичким групама. Већина антисемитских инцидената је против јеврејских гробља и изградњи домова и синагога, као што је напад на центар Јеврејске заједнице у Перму у марту 2013. и напад на јеврејски вртић у Волгограду августа 2013. Ипак, било је неколико насилних напада на Јевреје у Москви 2006. године, када је нео-нациста убио 9 људи у синагоги, неуспели бомбашки напад на исту синагогу 1999. године.
Напади на Јевреје од стране екстремистичких исламских група су ретки у Русији, иако је дошло до повећања обима напада углавном на муслиманским подручјима. Дана 25. јула 2013. године, рабин из Дербента је био нападнут и тешко рањен од стране непознате особе у близини његове куће, највероватније од стране терориста. Инцидент је изазвао забринутост међу локалним Јеврејима о даљим поступцима против јеврејске заједнице.
Након усвајања неких анти-геј закона у Русији 2013. године и инцидента са бендом "Пуси-рајот" 2012. године, који су изазвали све веће критике на тему унутар и изван Русије, извршен је низ вербалних антисемитских напада на руске геј активисте екстремистичких левичарских активиста и антисемитских писаца попут Израела Шамира који је инцидент "Пуси-рајот" доживео као јудаистички рат на хршћанској православној цркви.
Данас се јеврејско становништво Русије смањује због малих и високих стопа асимилације и међусобног брака. Ово смањење је успорено од стране неких руско-јеврејских емиграната који су се вратили из иностранства, посебно из Немачке. Велика већина до 90% деце рођене од стране јеврејског родитеља је потомак мешовитих бракова, а већина Јевреја има само једно или двоје деце. Већина руских Јевреја живи у московском градском подручју, са још 20% у области Санкт Петербурга, а остатак у великим градовима са популацијом од најмање 1 милион.

## Демографија
- Јевреји у% у Совјетском Савезу
- 19391939
- 19591959
- 19891989